# Scambus espinozai
Scambus espinozai là một loài tò vò trong họ Ichneumonidae.